# Lychnographa
Lychnographa is een geslacht van vlinders van de familie spanners (Geometridae), uit de onderfamilie Ennominae.

## Soorten
- L. agaura Turner, 1917
- L. heroica Turner, 1917